# Amos Kirui
Amos Kirui (ur. 9 lutego 1998) – kenijski lekkoatleta specjalizujący się w biegach długodystansowych.
Srebrny medalista igrzysk olimpijskich młodzieży w Nankin (2014). W 2016 zdobył złoty medal na dystansie 3000 metrów z przeszkodami podczas mistrzostw świata juniorów w Bydgoszczy. Srebrny medalista światowego czempionatu w biegach przełajowych w drużynie juniorów (2017).

## Osiągnięcia indywidualne
| Rok  | Impreza                                   | Miejsce   | Konkurencja                   | Pozycja    | Wynik   |
| ---- | ----------------------------------------- | --------- | ----------------------------- | ---------- | ------- |
| 2014 | Igrzyska olimpijskie młodzieży            | Nankin    | bieg na 2000 m z przeszkodami | 2. miejsce | 5:40,29 |
| 2016 | Mistrzostwa świata juniorów               | Bydgoszcz | bieg na 3000 m z przeszkodami | 1. miejsce | 8:20,43 |
| 2017 | Mistrzostwa świata w biegach przełajowych | Kampala   | bieg juniorów                 | 7. miejsce | 23:04   |

## Rekordy życiowe
- Bieg na 3000 metrów – 7:51,48 (2017)
- Bieg na 5000 metrów – 13:25,91 (2016)
- Bieg na 10 000 metrów – 28:08,98 (2016)
- Bieg na 3000 metrów z przeszkodami – 8:08,37 (2017)